# United Arab Emirates Women’s Quadrangular Series 2024
Die United Arab Emirates Women’s Quadrangular Series 2024 ist ein Vier-Nationen-Turnier, das vom 16. bis zum 19. April 2024 in den Vereinigten Arabischen Emiraten im WTwenty20-Cricket ausgetragen wurde. Bei dem zur internationalen Cricket-Saison 2024 gehörenden Turnier nehmen neben dem Gastgeber die Mannschaften aus den Niederlanden, Schottland und den Vereinigten Staaten teil. Alle Spiele konnten wegen der Überflutungen in den Vereinigten Arabischen Emiraten nicht ausgetragen werden.

## Vorgeschichte
Für alle Mannschaften war es die erste Tour der Saison.

## Format
Der Titel wurde in einer Gruppe ermittelt, wobei jede Mannschaft gegen jede ein Mal auftritt. Für einen Sieg gab es zwei, für ein Unentschieden oder No Result einen Punkt.

## Stadien
Die folgende Stadien wurden für das Turnier als Austragungsorte vorgesehen.
| Stadion                      | Stadt     | Kapazität | Spiele            |
| ---------------------------- | --------- | --------- | ----------------- |
| Tolerance Oval               | Abu Dhabi | 05.000    | 5. & 6. WTwenty20 |
| Sheikh Zayed Cricket Stadium | Abu Dhabi | 20.000    | 1. – 4. WTwenty20 |

## Kaderlisten
| WTwenty20 | WTwenty20 | WTwenty20 | WTwenty20 |
| Ver. Arab. Emirate | Niederlande | Schottland | Vereinigte Staaten |
| --- | --- | --- | --- |
| - Esha Oza (K, wk) - Samaira Dharnidharka - Kavisha Egodage - Siya Gokhale - Heena Hotchandhani - Al Maseera Jahangir - Lavanya Keny - Suraksha Kotte - Vaishnave Mahesh - Indhuja Nandakumar - Avanee Patil - Rinitha Rajith - Theertha Satish (wk) - Khushi Sharma - Mehak Thakur | - Heather Siegers (K) - Merel Dekeling - Caroline de Lange - Babette de Leede (wk) - Sanya Khurana - Hannah Landheer - Eva Lynch - Phebe Molkenboer - Frederique Overdijk - Robine Rijke - Silver Siegers - Myrthe van den Raad - Carlijn van Koolwijk - Jolien van Vliet - Iris Zwilling | - Kathryn Bryce (K) - Chloe Abel - Sarah Bryce (wk) - Darcey Carter - Priyanaz Chatterji - Katherine Fraser - Saskia Horley - Lorna Jack (wk) - Ailsa Lister (wk) - Abtaha Maqsood - Megan McColl - Hannah Rainey - Nayma Sheikh - Rachel Slater - Ellen Watson (wk) | - Sindhu Sriharsha (K, wk) - Anika Kolan (VK, wk) - Jivana Aras - Gargi Bhogle - Aditiba Chudasama - Disha Dhingra - Pooja Ganesh (wk) - Saanvi Immadi - Geetika Kodali - Pooja Shah - Ritu Singh - Sai Tanmayi Eyyunni - Suhani Thadani - Isani Vaghela - Jessica Willathgamuwa |

## Spiele
Tabelle
| Teams              | Sp. | S | N | NR | P | NRR |
| ------------------ | --- | - | - | -- | - | --- |
| Niederlande        | 3   | 0 | 0 | 3  | 3 |     |
| Schottland         | 3   | 0 | 0 | 3  | 3 |     |
| Ver. Arab. Emirate | 3   | 0 | 0 | 3  | 3 |     |
| Vereinigte Staaten | 3   | 0 | 0 | 3  | 3 |     |

Spiele
| 16. April Scorecard | Abu Dhabi (SZS) | Ver. Arab. Emirate | – | Niederlande |
|                     |                 | Spiel abgesagt     |   |             |

Spiel wurde auf Grund von Regenfällen abgesagt.
| 16. April Scorecard | Abu Dhabi (SZS) | Schottland     | – | Vereinigte Staaten |
|                     |                 | Spiel abgesagt |   |                    |

Spiel wurde auf Grund von Regenfällen abgesagt.
| 17. April Scorecard | Abu Dhabi (SZS) | Ver. Arab. Emirate | – | Vereinigte Staaten |
|                     |                 | Spiel abgesagt     |   |                    |

Spiel wurde auf Grund von Regenfällen abgesagt.
| 17. April Scorecard | Abu Dhabi (SZS) | Niederlande    | – | Schottland |
|                     |                 | Spiel abgesagt |   |            |

Spiel wurde auf Grund von Regenfällen abgesagt.
| 19. April Scorecard | Abu Dhabi (TO) | Niederlande    | – | Vereinigte Staaten |
|                     |                | Spiel abgesagt |   |                    |

Spiel wurde auf Grund von Regenfällen abgesagt.
| 19. April Scorecard | Abu Dhabi (TO) | Ver. Arab. Emirate | – | Schottland |
|                     |                | Spiel abgesagt     |   |            |

Spiel wurde auf Grund von Regenfällen abgesagt.